# Xã Palmyra, Quận Lee, Illinois
Xã Palmyra (tiếng Anh: Palmyra Township) là một xã thuộc quận Lee, tiểu bang Illinois, Hoa Kỳ. Năm 2010, dân số của xã này là 2.906 người.